# Окросцваридзе, Лука Тамазович
Лука Окрос  (груз. ლუკა ოქროსცვარიძე) (род. 19 марта 1991, Тбилиси) — грузинский и британский пианист и композитор. Лауреат международных конкурсов.

## Биография
Лука Окрос (полн. Окросцваридзе) начал обучение музыке в четыре года, в пять лет уже играл на сцене, а в шесть состоялся его большой дебют вместе с Тбилисским Государственным Оркестром. В возрасте 8 лет Луку услышал ведущий российский дирижер и скрипач Владимир Спиваков и предложил ему стипендию для дальнейшего обучения в Москве.
В 2013 г. Лука окончил Московскую Государственную консерваторию им. П.И. Чайковского (класс профессора Сергея Доренского, ассистенты – Николай Луганский, Павел Нерсесян, Андрей Писарев). В том же году Лука, получив полную стипендию, продолжил обучение в Лондонском Королевском колледже музыки, который в 2016 году окончил с отличием (класс профессора Нормы Фишер).
В возрасте 18 лет Лука дебютировал в нью-йоркском Карнеги-холле. Он выступал во многих известных залах мира, в том числе в Большом и Малом зале Московской Консерватории, Московском Международном Доме Музыки, Уигмор-Холле, Кадоган-Холле и Элгар рум Королевского Альберт-Холла в Лондоне, Королевском концертном зале Глазго, Зале Корто Парижа, Рой-Томсон-Холле в Торонто, Дворце музыки Валенсии и Барселоны, Сити-холле в Гонконге, Королевском оперном театре в Мумбаи.
Лука выступал в более чем 30 странах миры, среди которых Австрия, Венгрия, Германия, Израиль, Италия, Казахстан, Китай, Малайзия, Румыния, Сингапур, Таиланд, Турция, Украина, Чехия, Швейцария, Южная Африка, Япония.
Лука имел честь выступать на BBC Radio 3, Classic FM, France Musique,  Radio 1 Georgia, Radio Hong Kong 4, Radio Vltava, радио Орфей. Дебют Луки Окроса с Королевским шотландским национальным оркестром (дирижер - Томас Сондергард) транслировался на Classic FM.
Диск Луки с записями произведений Шумана был выпущен DiscAuverS Records и представлен публике в парижском Зале Корто осенью 2016 года. Диск был высоко оценен музыкальными критиками и получил четыре звезды из четырех по версии французского журнала «Classica» (июнь, 2017)

## Призы и отзывы
За последние два года Лука выиграл более десяти престижных международных наград, в том числе первые премии на Международном конкурсе пианистов имени Шопена в Ганновере (2017), Международном конкурсе пианистов в Гонконге (2016), Международном конкурсе пианистов в Марокко (2016), Международного музыкального конкурса пианистов имени Хосе Итурби в Валенсии (2015), конкурсе «Piano Campus Competition» во Франции (2015).
Он также является обладателем премии Фонда «Хаттори», Фонда «Тиллет Траст», приза Tabor Foundation Piano Award, который получил на фестивале в Вербье, Швейцария.
- Лауреат III премии[4] Международного конкурса пианистов в Шотланднии Архивная копия от 2 августа 2021 на Wayback Machine (Великобритания, 2017)
- Лауреат I премии[5] Международного конкурса пианистов в Гонконге Архивная копия от 11 июня 2002 на Wayback Machine (Китай, 2016)
- Лауреат I премии[6] Международного конкурса пианистов Iturbi Prize Архивная копия от 1 марта 2018 на Wayback Machine (Испания, 2015)
- Лауреат III премии Международного конкурса пианистов Delia Steinberg (Испания, 2015)
- Лауреат I премии Международного конкурса пианистов Piano Campus (Франция, 2015)
- Лауреат I премии Международного конкурса пианистов в Алматы[7] (Казахстан, 2011),
- Лауреат IV премии и Приза зрительских симпатий Международного конкурса пианистов имени Владимира Горовица[8] (Украина, 2010),

По итогам киевского конкурса музыкальный обозреватель газеты «Коммерсантъ» уделила игре Окросцваридзе наибольшее внимание:
Представитель Грузии Лука Окросцваридзе, обучающийся в Московской консерватории у Сергея Доренского (из его класса вышли Денис Мацуев, Николай Луганский и член жюри этого конкурса Вадим Руденко), был главным фаворитом публики. Отвергнув беспроигрышный девиз всех состязаний «играть быстро и громко», он отобрал себе произведения неспешные и интимные: кажущуюся бесконечной «Фантазию» Роберта Шумана, напевный «Экспромт» Николая Лысенко и даже заглавную пьесу баховского «Хорошо темперированного клавира» — Прелюдию и фугу до мажор, которую после проделки Шарля Гуно, дописавшего поверх вокальную строчку Ave Maria, серьёзные музыканты обходят дальней дорогой. Окросцваридзе прочел её едва ли не как религиозную притчу, касаясь инструмента противоположным традиции образом: не замахиваясь над клавишами, а переплетаясь с ними пальцами и словно вытаскивая звуки на поверхность из глубины — это производило почти магическое впечатление. Вместе с тем его игра, собиравшая самые продолжительные овации, не всегда отличалась безукоризненностью, а потому пианист занял лишь IV место в старшей группе..
По мнению музыкального критика Анны Минаковой, игра Окросцваридзе —

тот редчайший случай, когда каждый сыгранный пианистом звук попадает слушателю в самое сердце. При кажущейся простоте средств выразительности — никакого фейерверка, спецэффектов, новинок — повторить то, что он делает, невозможно. Его высказывание — ярко индивидуализировано за счет каких-то непостижимых внутренних ресурсов, глубокое, благородное, очень мужественное и в то же время теплое и пронзительное.

Канадский обозреватель, комментируя выступление Окросцваридзе в Торонто в 2007 году, отмечает, что

туше Луки напоминает о пианистической чувственности Пьера-Лорана Эмара; фактура столь же значительна, сколь и фразировка, а напряжённость игры ощутима, не переходя в напыщенность.

Комментарий знаменитого пианиста Ланг Ланга после его мастер-класса в Москве в 2013, где Лука исполнил вторую Венгерскую рапсодия Ф.Листа:

«Я исполнял рапсодию в интерпретации Горовица, а Лука — Рахманинова. Столь техничное произведение он не лишает музыкальности. Это редкость. Я получил очень большое удовольствие от такой трактовки».
.

### Поддержка
В разные годы молодого пианиста активно поддерживали: Посол РФ в Грузии Ф. И. Станевский и его супруга;
Меценаты Виктор и Нана Геловани; Дирижёр В. Т. Спиваков;
Меценат В. Г. Шония;
Заслуженный изобретатель Российской Федерации С. А. Цагарейшвили;
Дирижёр К. Г. Орбелян;
Президент «Союза грузин в России» М. М. Хубутия Архивная копия от 14 декабря 2013 на Wayback Machine и другие.
Особую помощь в оплате за обучения в Московской Государственной Консерватории имени П. И. Чайковского Луке Окрос оказывал Благотворительный Фонд имени Е. И. Рерих Архивная копия от 25 июня 2009 на Wayback Machine